# ادابریا، پاتواخالی
ادابریا، پاتواخالی (به لاتین: Adabaria, Patuakhali) در بنگلادش است که در استان باریسال واقع شده‌است.